# سیرا مادره خاوری
 سیِرا مادرهٔ خاوری (به اسپانیایی: Sierra Madre Oriental) از رشته‌کوهای خاور مکزیک است.